# Fatemé Yavadi
Fatemé Yavadí (en persa: فاطمه جوادی‎, n. 1959) es una política conservadora iraní. Fue una de las vicepresidentes del Gobierno de Irán, ocupando el cargo de ministra de Ambiente, de 2005 a 2009.

## Trayectoria
Sucedió en el cargo a Masumé Ebtekar. Es doctora en geología y profesora en la Universidad de Shiraz, al sur del país. Es sobrina del ayatolá Abdullah Yavadi Amoli.
En noviembre de 2007, Yavadí organizó un circo en el Parque Pardisan de Teherán; siendo criticada por las organizaciones no gubernamentales y activistas iraníes por abuso de animales